# Iwan Wladimirowitsch Korschew

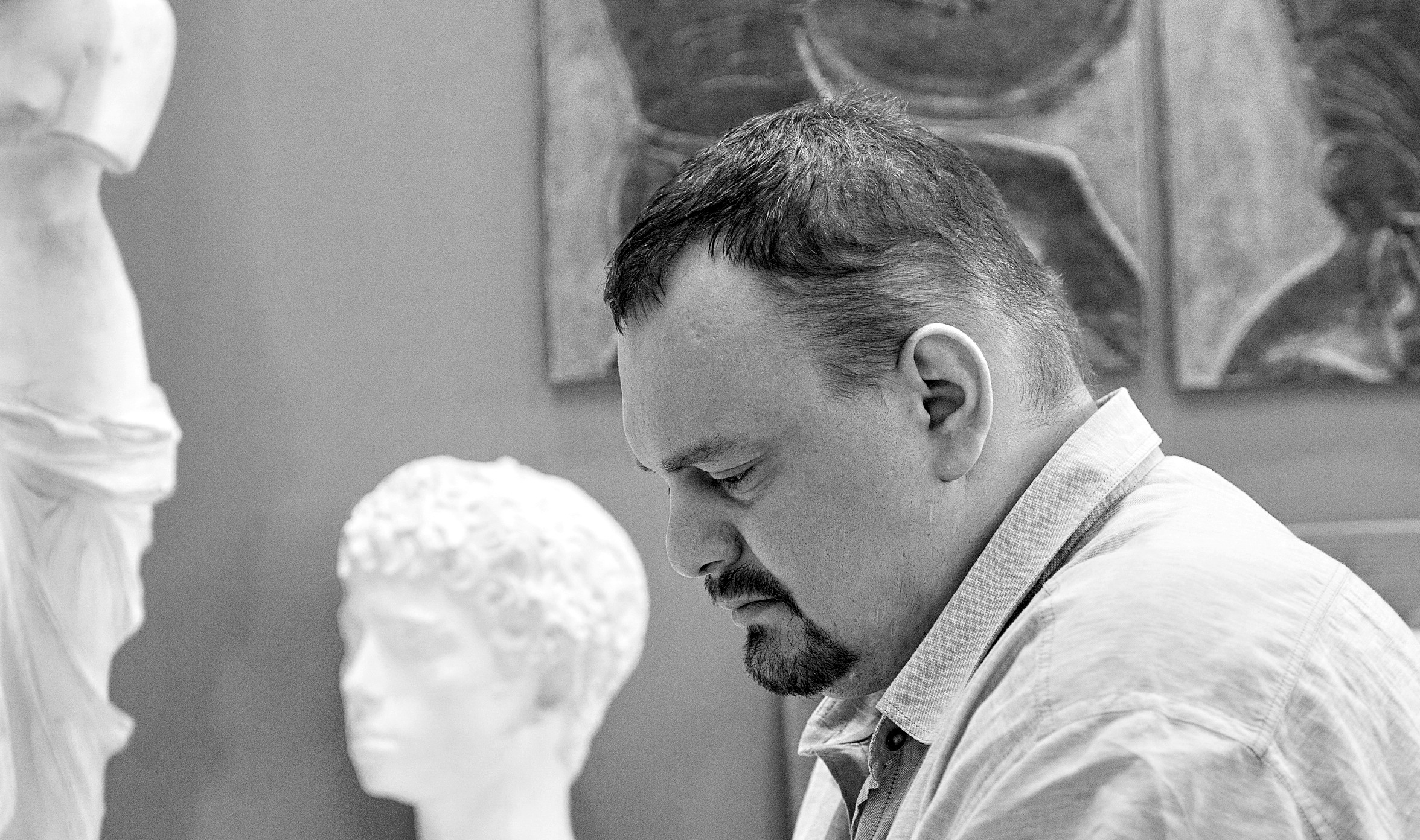
Iwan Wladimirowitsch Korschew

Iwan Wladimirowitsch Korschew (russisch Иван Владимирович Коржев; * 24. November 1973 in Moskau) ist ein russischer Bildhauer und Architekt.

## Leben
Korschews Ururgroßvater Pjotr Wassiljewitsch Korschew (1867–1920) war Landvermesser beim Eisenbahnbau in Moskau, musizierte, komponierte, organisierte Familienkonzerte, malte und war mit Lew Tolstoi befreundet. Der Urgroßvater Michail Korschew (1897–1986) war ein Architekt der sowjetischen Avantgarde, Mitglied der ASNOWA und Pionier der Landschaftsarchitektur. Der Großvater Geli Korschew (1925–2012) war Maler und nach Stalins Tod Vertreter des Strengen Stils. Die Großmutter Kira Korschewa geborene Bachtejewa (1923–2007) war ebenfalls Malerin. Die Mutter Irina Gelijewna Korschewa (* 1953) ist Glaskünstlerin, während der Vater Wladimir Nadjoschin (* 1949) Maler ist.
Korschew besuchte 1985–1991 die Moskauer Tomski-Kunstmittelschule (heute Moskauer Akademisches Kunstlyzeum der Russischen Akademie der Künste). Anschließend studierte er am Moskauer Staatlichen Surikow-Kunstinstitut (ursprünglich Moskauer Hochschule für Malerei, Bildhauerei und Architektur) in der Bildhauerei-Fakultät mit Abschluss 1996 in der Klasse von Michail Perejaslawez und Nikolai Kolupajew. Er ist seit 1996 Mitglied der Moskauer Union der Künstler (MSCh).
Neben der Bildhauerei hat Korschew mit seinem Art-Bureau XXI mehr als 250 Projekte im Bereich Architektur und Design durchgeführt, darunter Parks, Landschaften, Brunnen, öffentliche Gebäude, Denkmäler, Privatresidenzen, Raumausstattungen u. a. Er beteiligte sich an der Herstellung thematischer Reliefs bei der Rekonstruktion der Moskauer Christ-Erlöser-Kathedrale. Er schuf das Denkmal für die Familiengrabstätte der Unternehmerfamilie Stroganow in Moskau. Seine Büste des russischen Aufklärers Nikolai Nowikow wurde 2012 im Atrium der Allrussischen Staatlichen Rudomino-Bibliothek für Ausländische Literatur aufgestellt. Im Herbst 2013 wurde nach Korschews Projekt in Koktebel an der Südküste der Krim der Platz mit dem Museum des Symbolismus-Dichters Maximilian Woloschin neu gestaltet (Teil des Woloschin-Museumsparks Kimmerija). Korschew schuf mit dem Architekten Konstantin Arabtschikow das Denkmal für Michail Lermontow, das 2015 im Jahr der russischen Literatur in Podolsk im Talalichin-Park enthüllt wurde.

## Ehrungen, Preise
- Verdienter Künstler der Russischen Föderation (2008)[2]

## Werke (Auswahl)

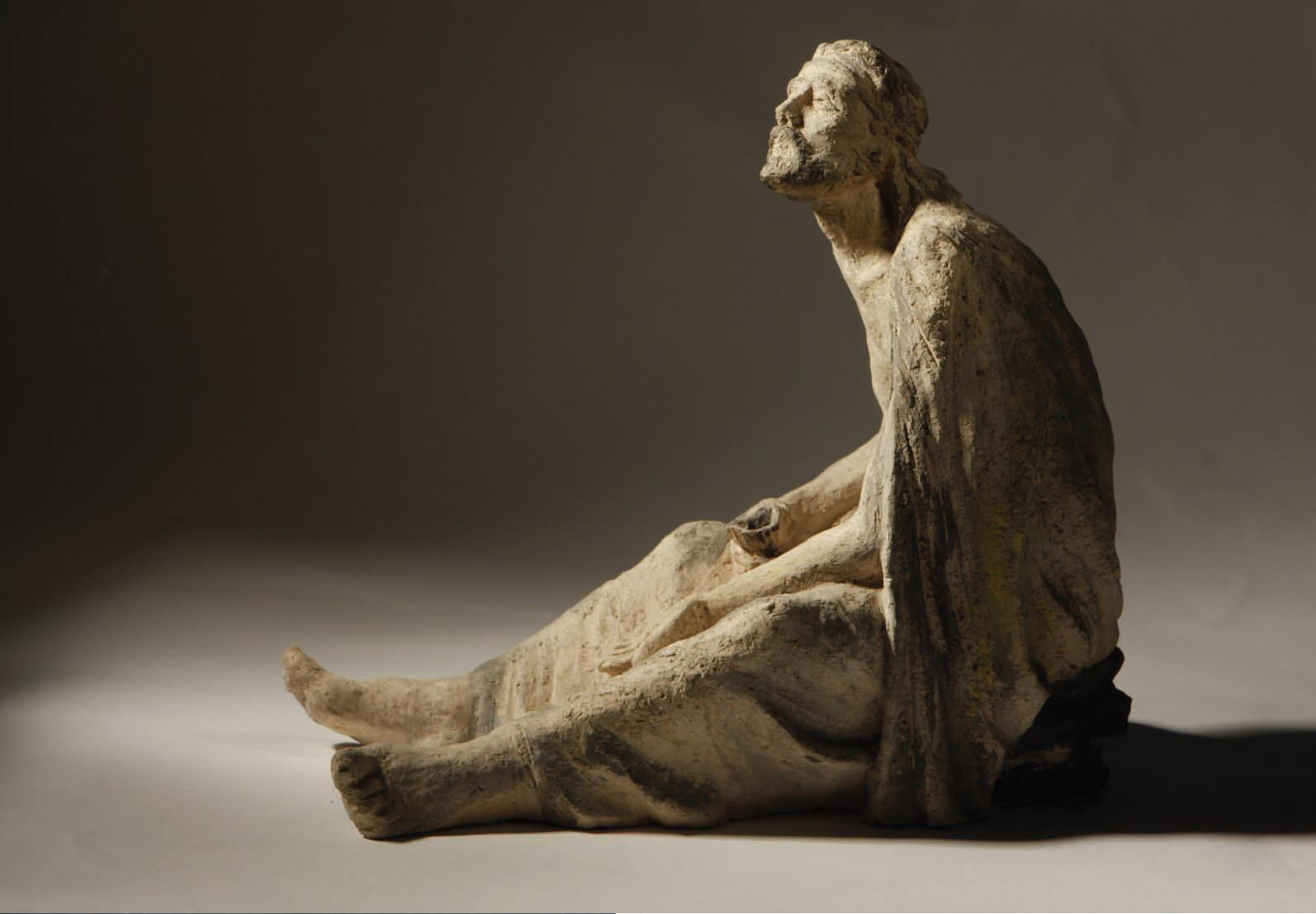
Judas - Vorherbestimmung (1994)
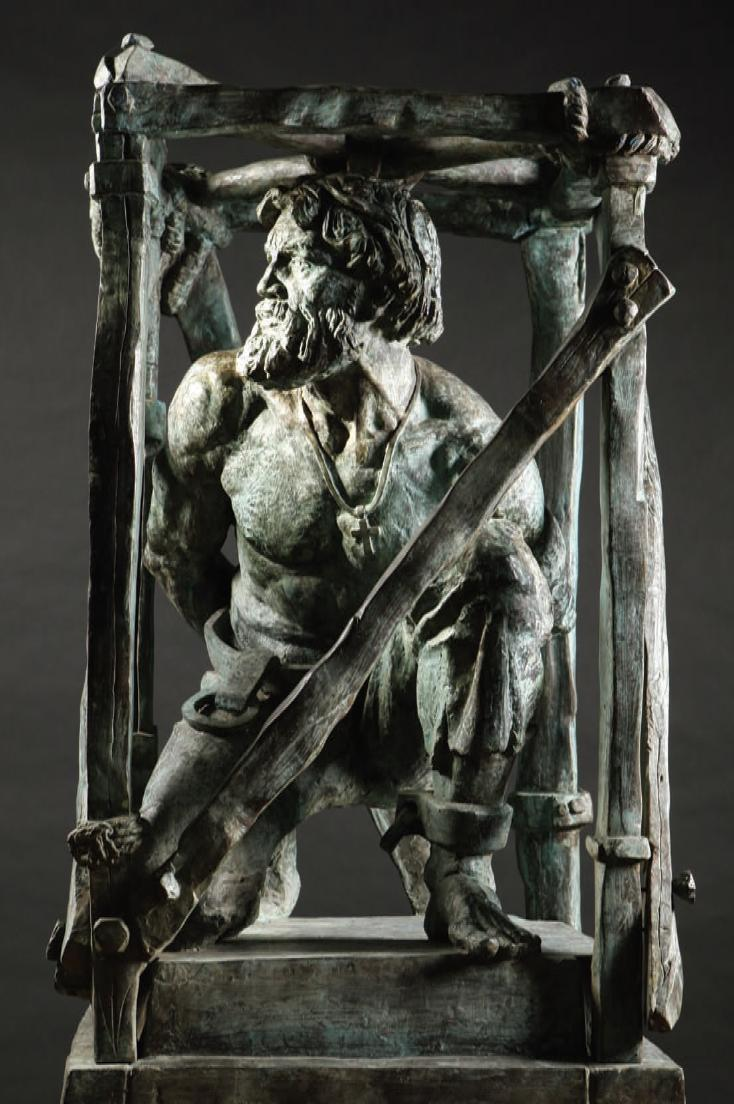
Jemeljan Pugatschow (1996)
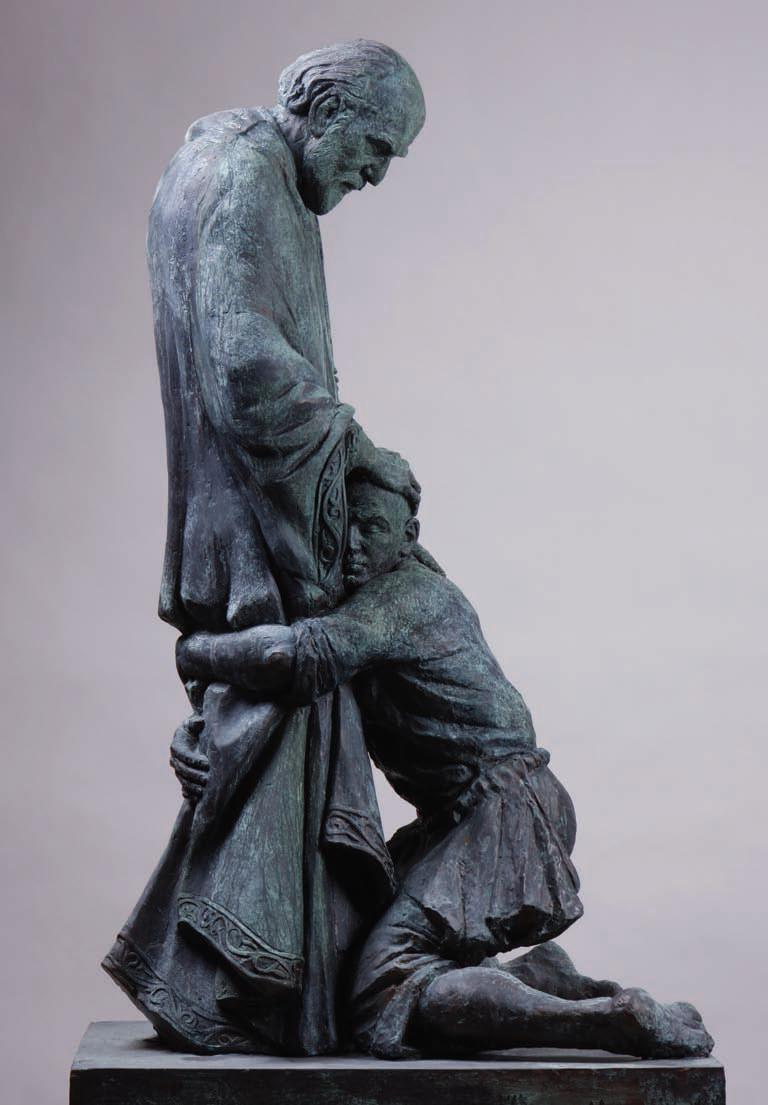
Der verlorene Sohn (1998)
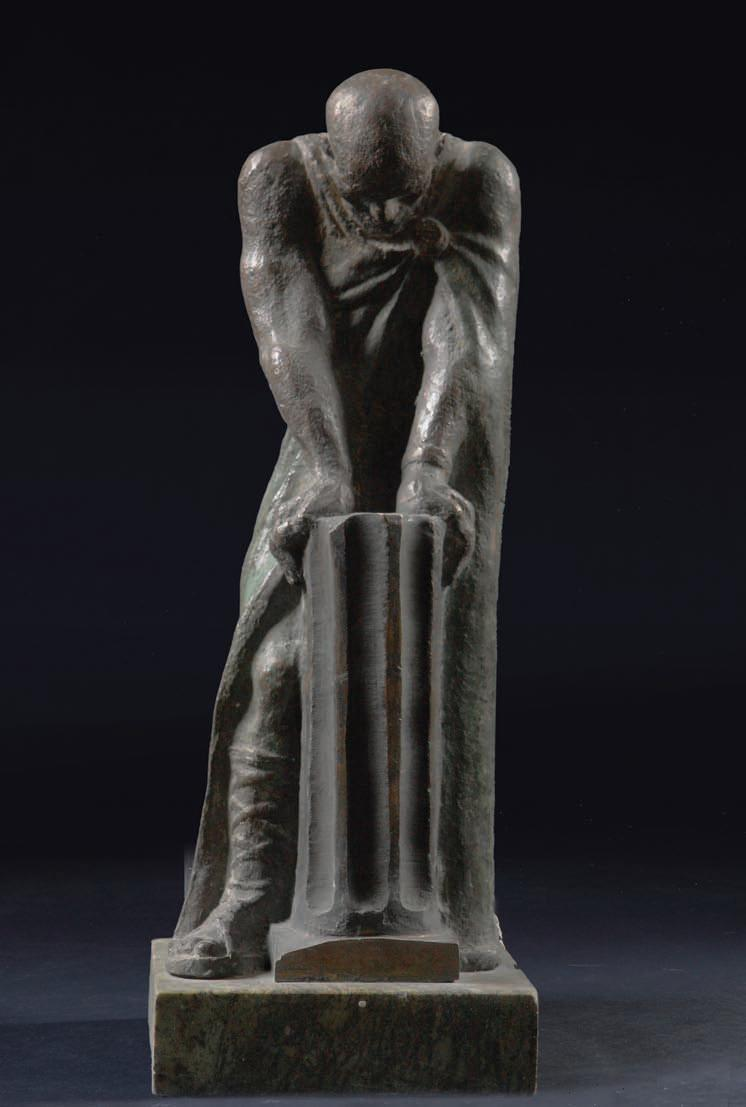
Pontius Pilatus (1998)
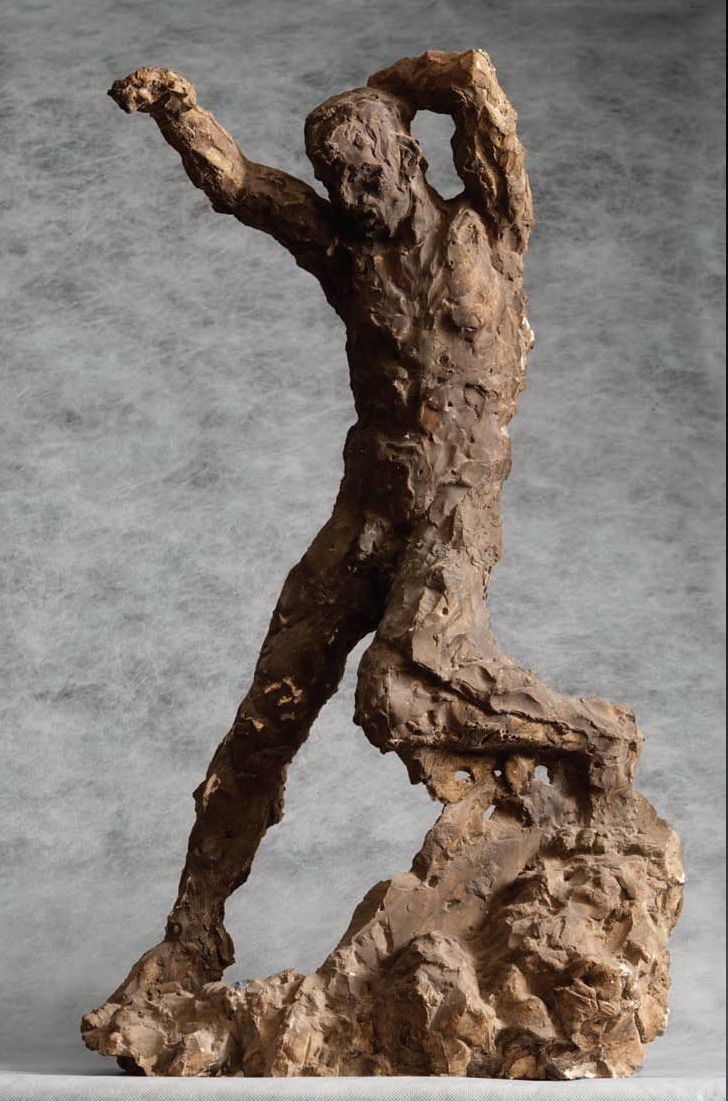
Vertreibung aus dem Paradies (2005)
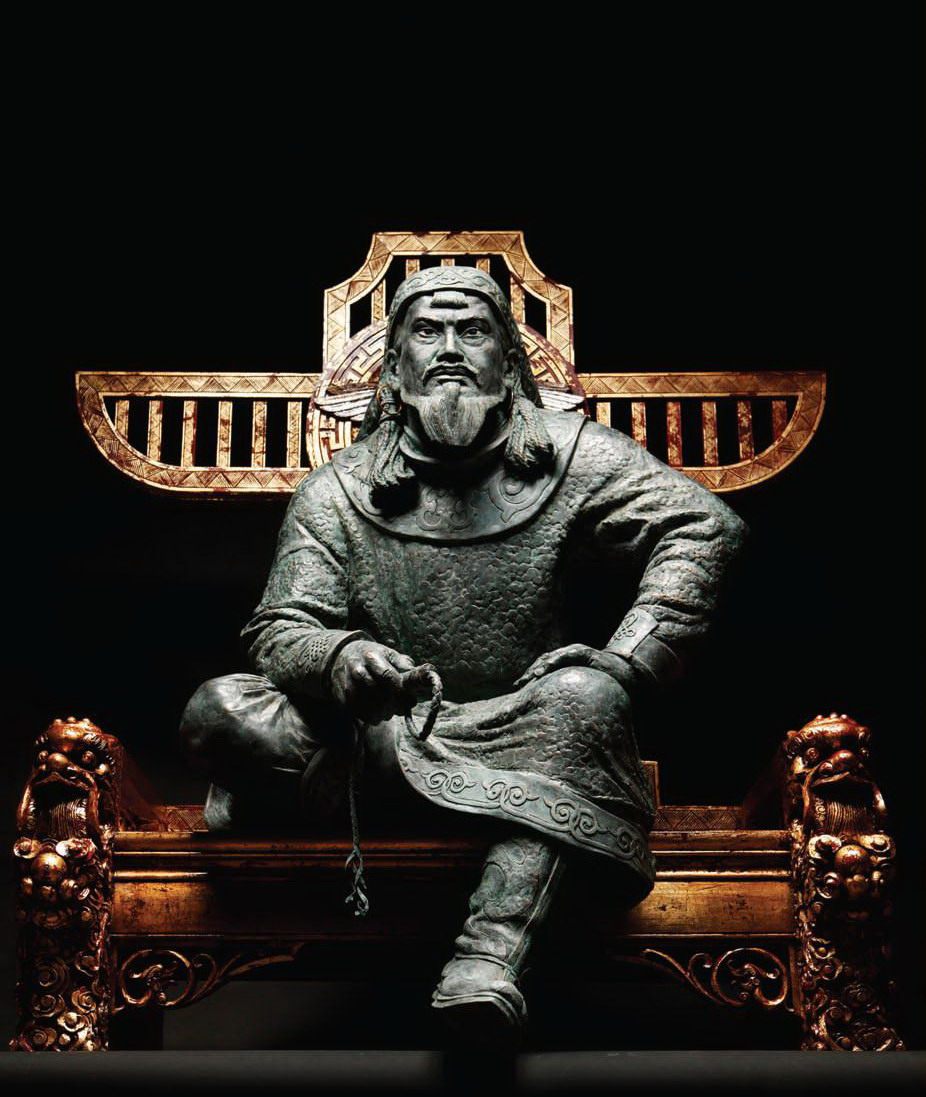
Dschingis Khan (2008)
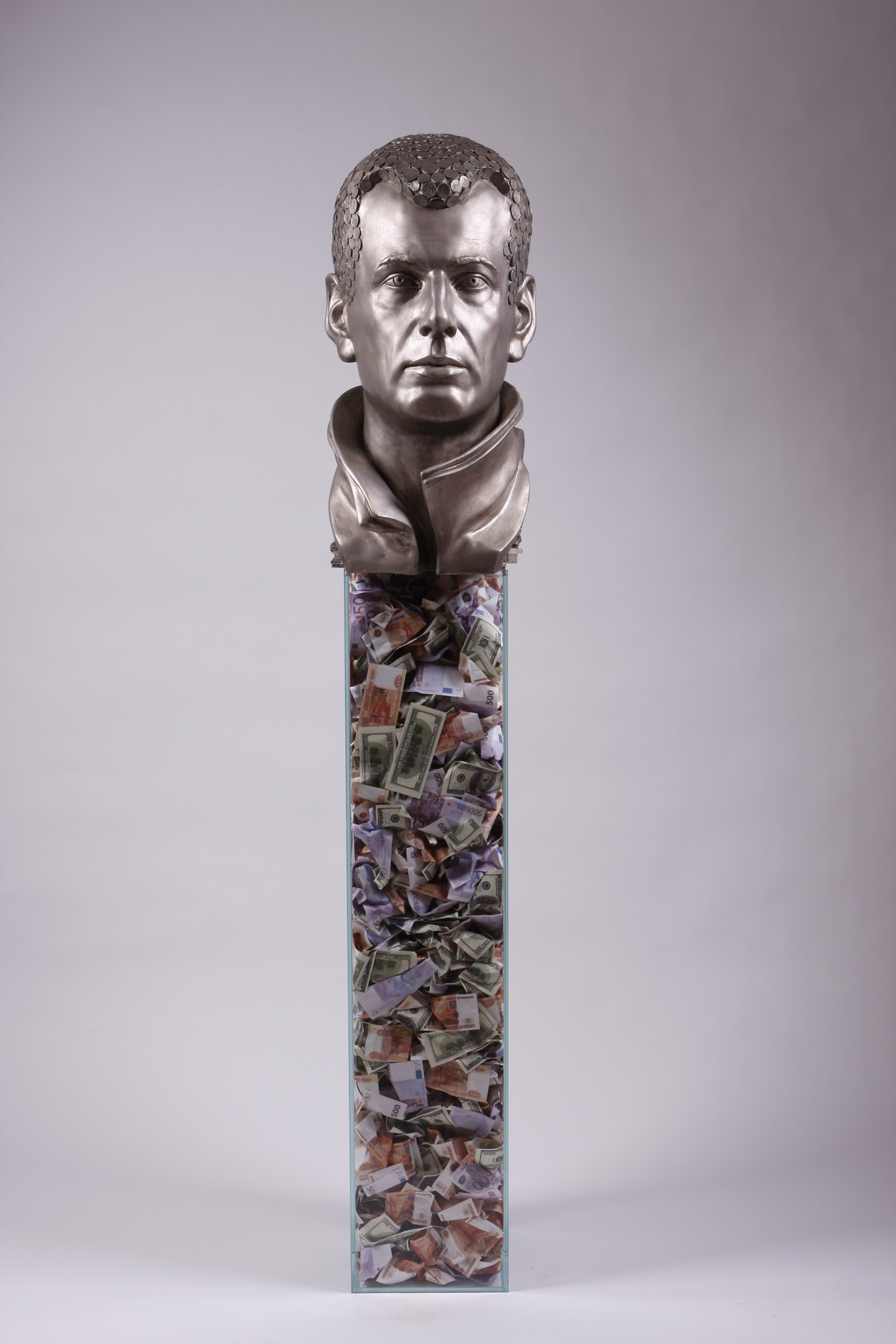
Investor (2008)
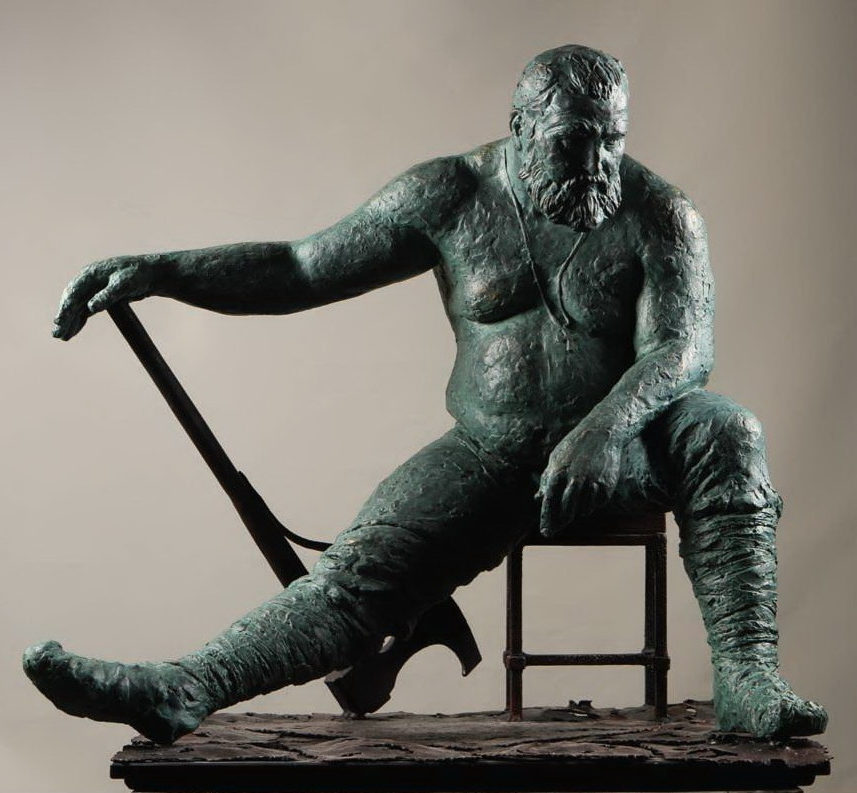
Jewpati Kolowrat (2009)
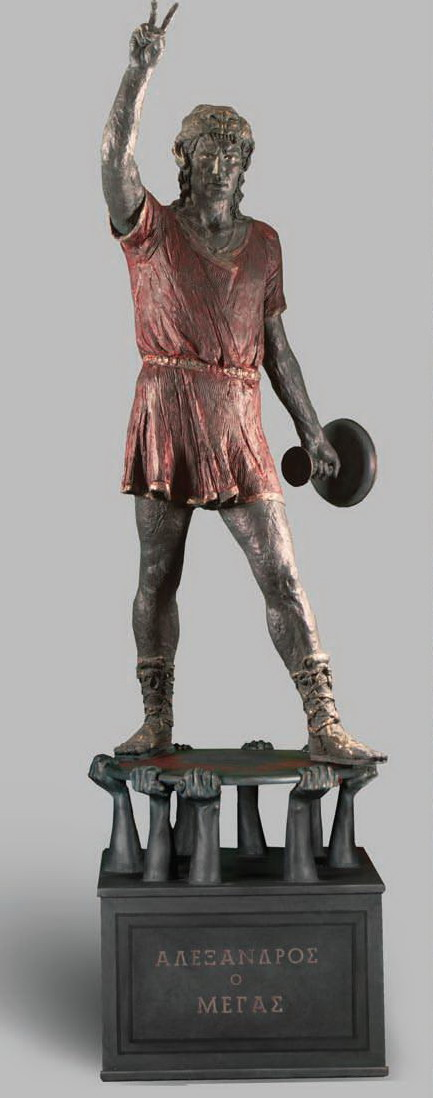
Alexander der Makedonier (2009)
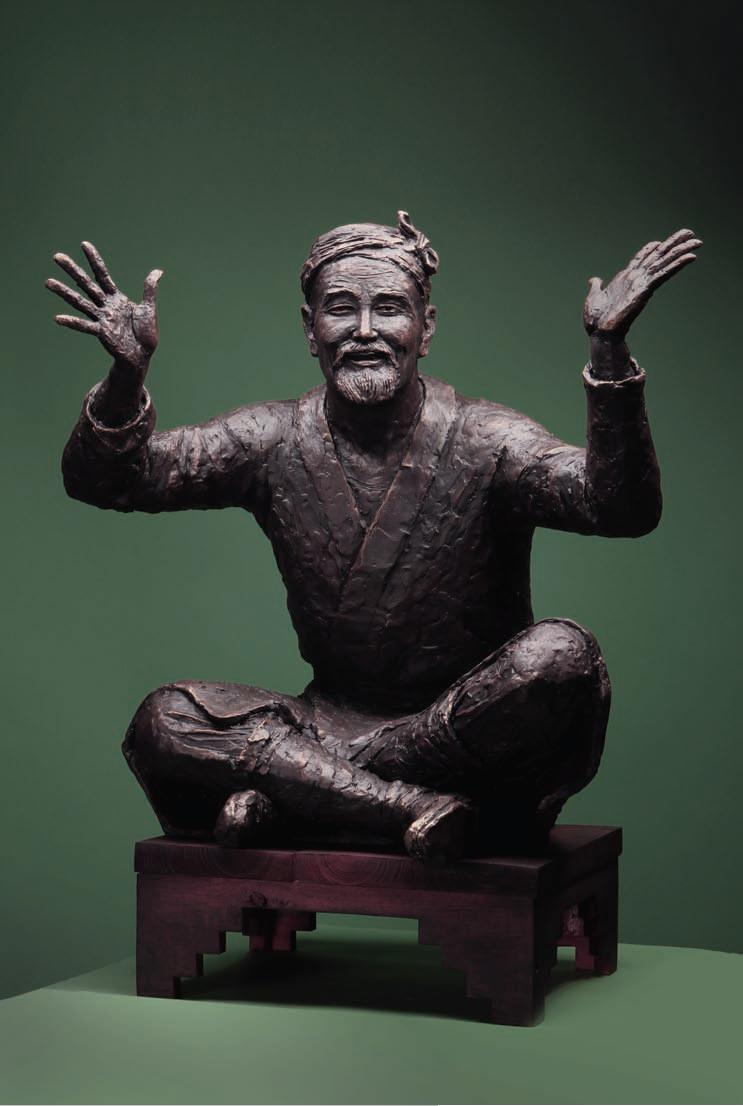
Hodscha Nasreddin (2010)
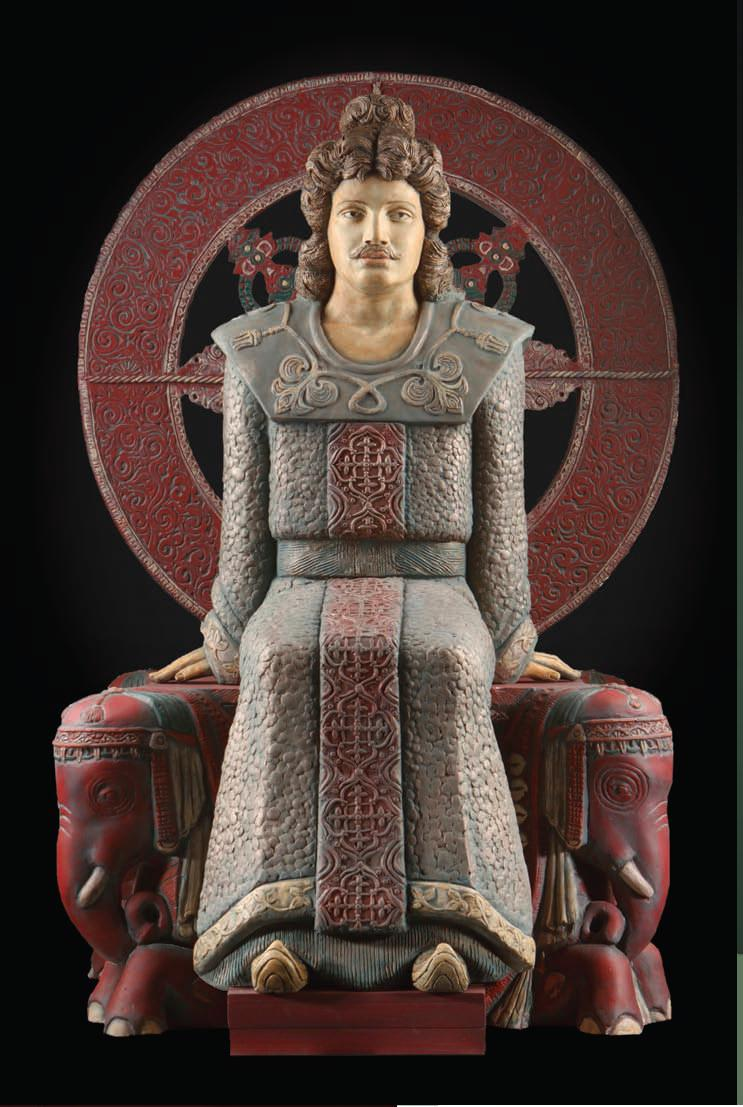
Buddha (2010)
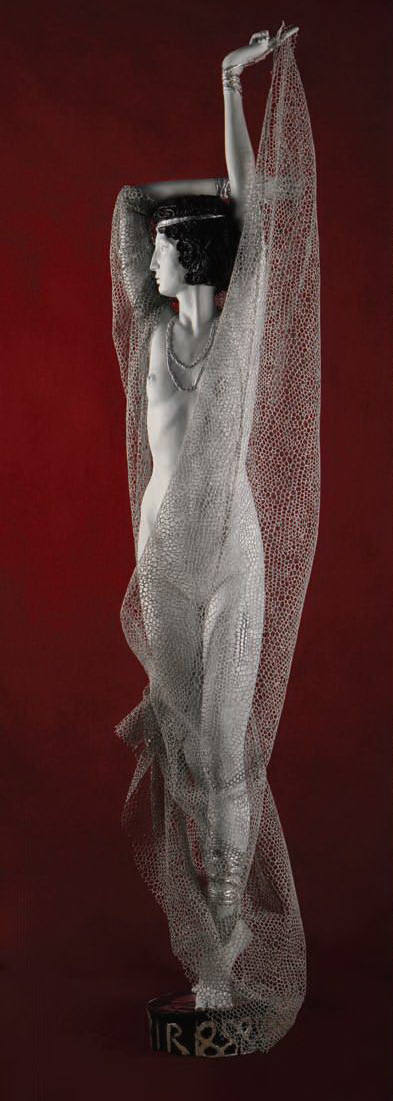
Tanz der sieben Schleier - Ida Rubinstein (2010)
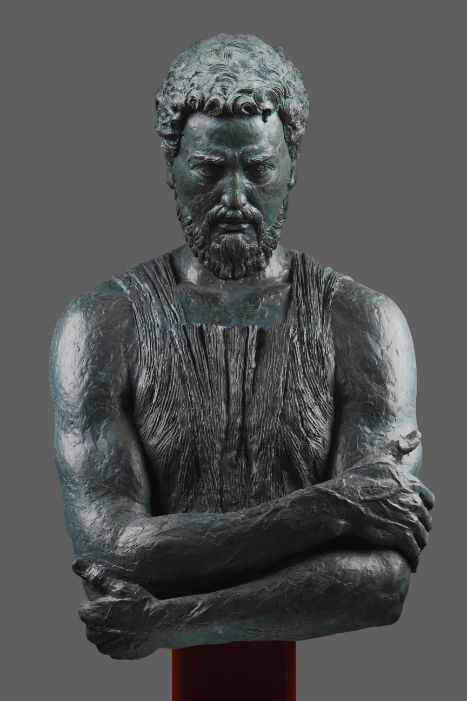
Marcus Aurelius (2011)
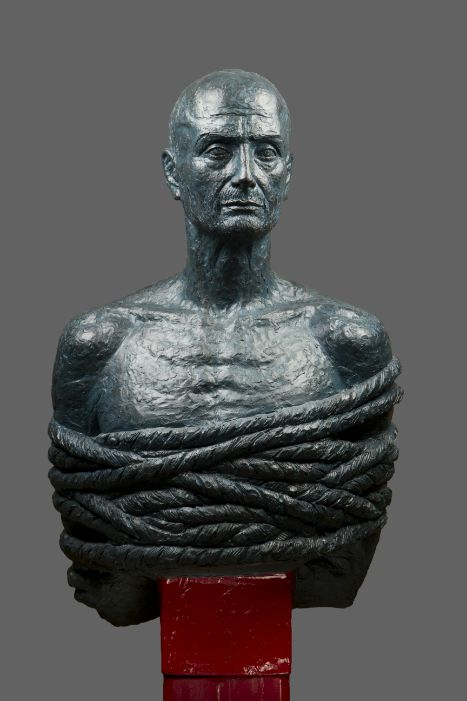
Severinus Boethius (2011)
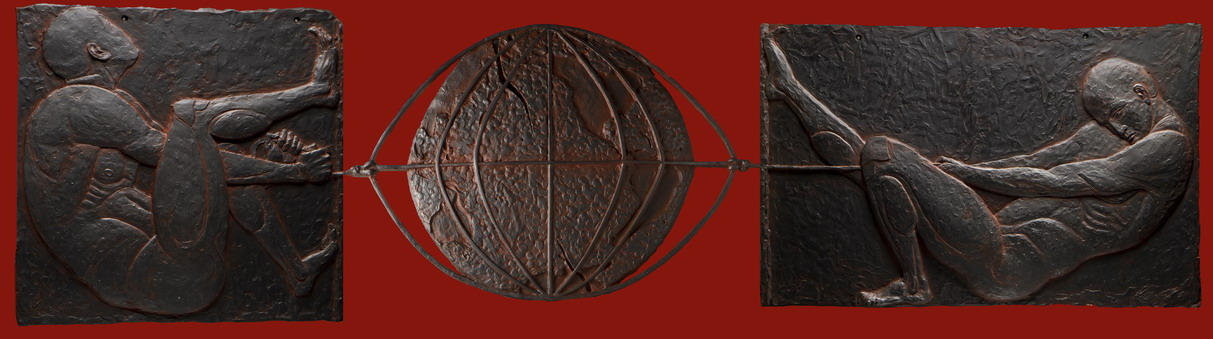
Doppelherrschaft (2011)
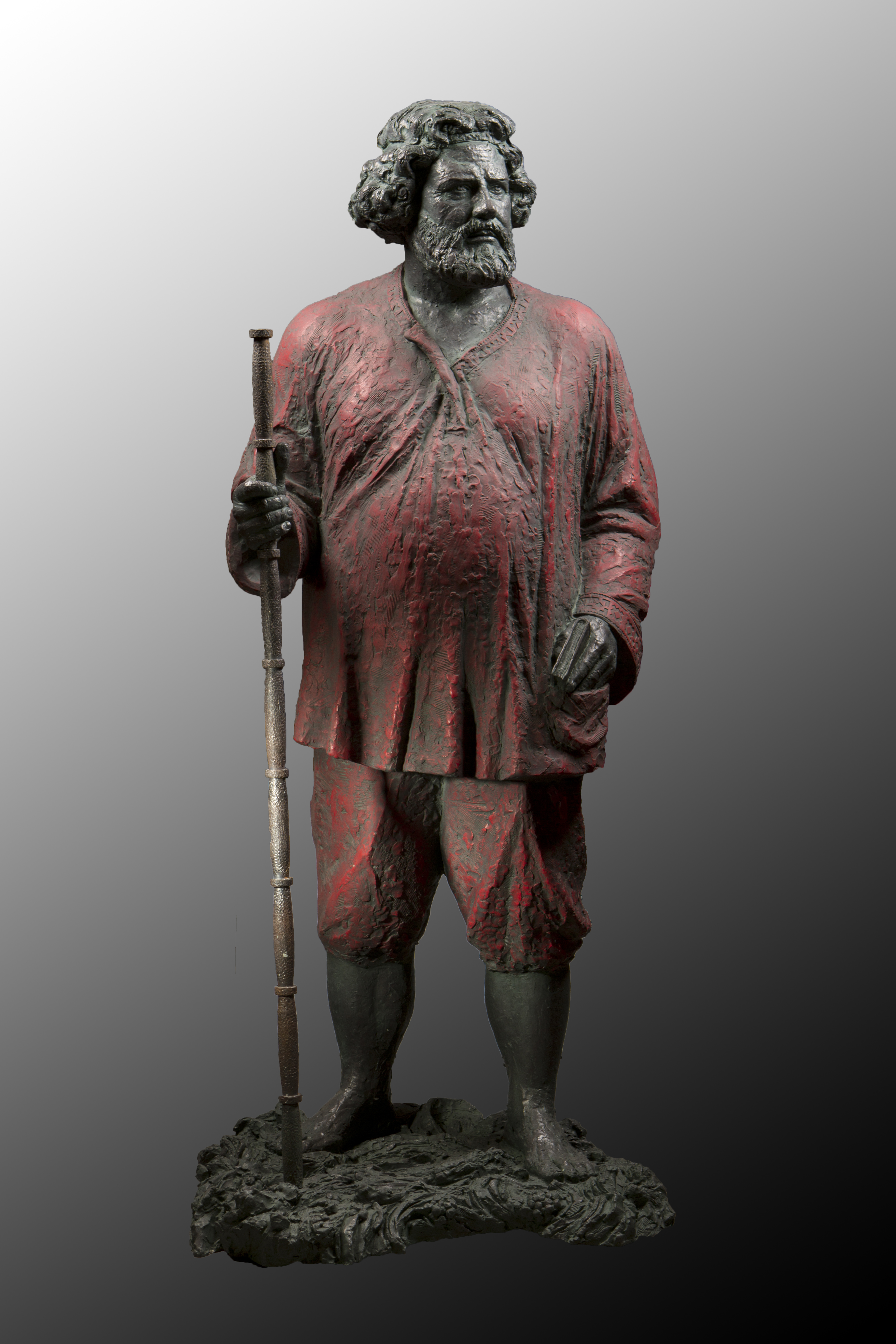
Maximilian Woloschin (2013)
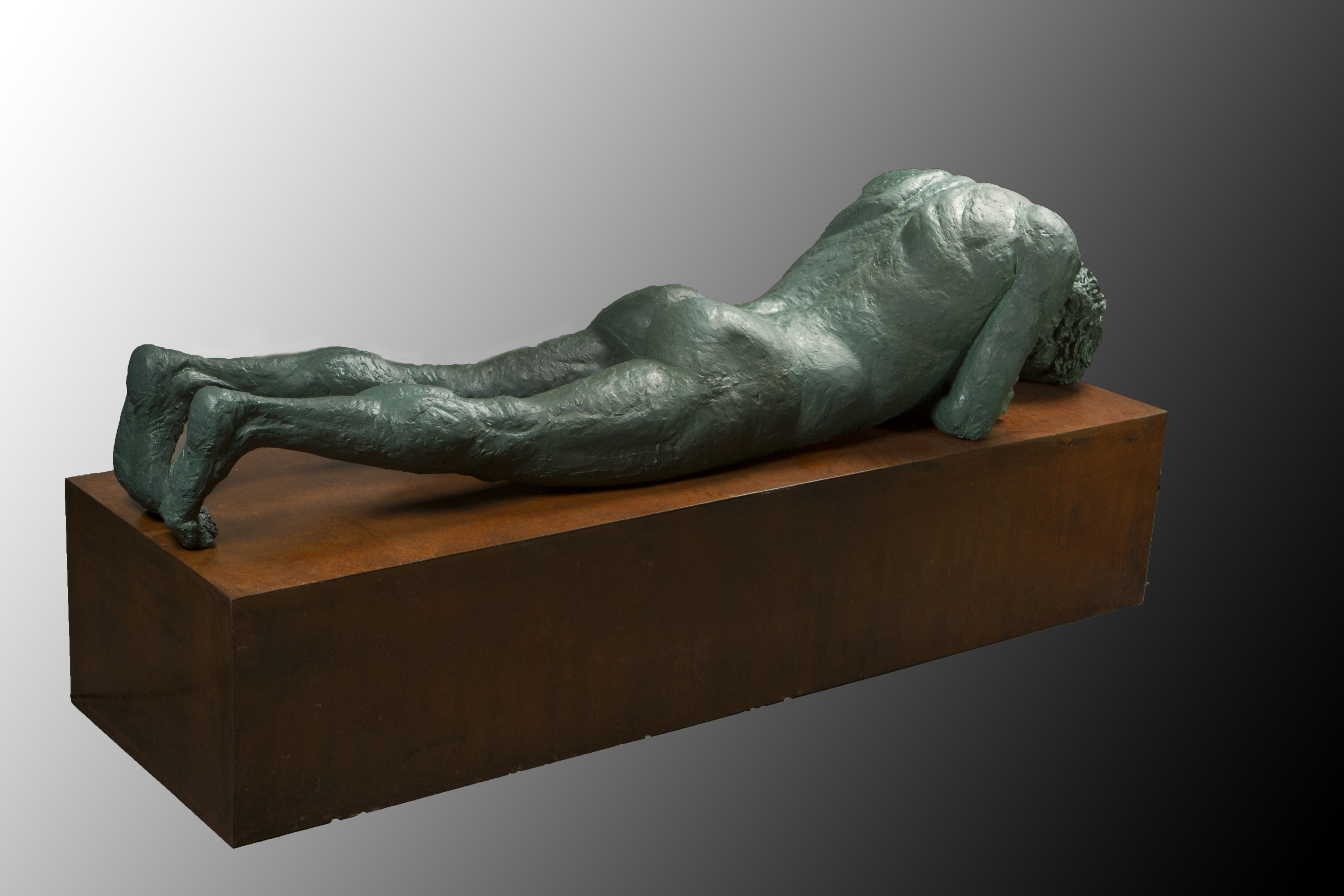
Ayahuasca-Liegender (2013)